# 니가 잘나 일색이냐
"니가 잘나 일색이냐"는 1964년에 개봉한 대한민국의 영화이다.

## 캐스팅
- 김승호
- 최남현
- 강신성일
- 엄앵란
- 황정순
- 조미령
- 최지희
- 방성자
- 방수일
- 윤정란
- 서희자
- 나은숙
- 유혜숙
- 윤소정
- 이우진
- 윤일주
- 오세정
- 정혜랑
- 손영철
- 윤인자